# Richard South
Richard South (juli 1846 – 28 maart 1932) was een Engelse entomoloog die gespecialiseerd was in vlinders (zowel dag- als nachtvlinders), en met name in de kleine nachtvlinders (micro’s).

## Levensloop
South werd geboren in Cochran Terrace in Marylebone, Londen, Engeland en ging naar een privéschool in Reading. Over zijn jonge jaren is verder weinig bekend.
Zijn eerste publicaties dateerden van de periode 1874 - 1878 en gingen over de nachtvlinders van Mill Hill. Hij is vooral bekend geworden door drie belangrijke publicaties over de vlinders van de Britse eilanden. Na zijn overlijden werden deze bijgewerkt door H.M. Edelsten. Michael Salmon, een vlinderkenner uit die tijd, noemde deze publicaties "vernieuwend" en een "nieuw soort veldgids voor de twintigste eeuw", voornamelijk omdat ze kleurenfoto's bevatten. De boeken zijn nog tot 1980 herdrukt.
South was redacteur van het tijdschrift "The Entomologist". Hij publiceerde artikelen over de vlinders van het Verre Oosten, waaronder van China en Korea. Hij heeft de nalatenschap van John Henry Leech verwerkt, die in 1900 overleden was. Leech was bijna klaar met een artikel uit zijn reeks over de vlinders van China, Japan en Korea, maar kon dat door zijn voortijdig overlijden niet afronden. South heeft dit artikel in 1901 afgerond en gepubliceerd. Vervolgens heeft hij in 1902 een catalogus gepubliceerd van de collectie van Leech, die door zijn moeder na het overlijden van haar zoon was aangeleverd bij de "trusties van het British Museum".
South publiceerde ook over de vlinders die waren verzameld door kapitein F.M. Bailey in het westen (Tibet) en het zuidoosten van China en in de Mishmi-heuvels. Grote delen van zijn collecties zijn bewaard gebleven en bevinden zich in het Natural History Museum in Londen en in het Birmingham Museums Trust.
South is twee keer getrouwd geweest. Zijn eerste huwelijk was met zijn nicht Sarah. Na haar overlijden trouwde hij met Evelyn Urquhart, een dochter van een voormalige burgemeester van Paddington. South woonde in London en overleed op 85-jarige leeftijd in zijn woning aldaar, na een periode met gezondheidsproblemen.

## Boeken
- South R. (1906) The Butterflies of the British Isles, Frederick Warne & Co. Ltd., London & NY: 210 blz.
- South R. (1907) The Moths of the British Isles, (First Series), Frederick Warne & Co. Ltd., London & NY: 359 blz.
- South R. (1908) The Moths of the British Isles, (Second Series), Frederick Warne & Co. Ltd., London & NY: 388 blz.
- South R., Stokoe W.J. & Stovin G.H.T. (1948) The Caterpillars of British Moths including the Eggs, Chrysalids and Food-Plants, Frederick Warne & Co. Ltd., London & NY: 408 blz.

- International Standard Name Identifier: 0000 0003 9824 8364
- Nederlandse Thesaurus van Auteursnamen: 130706132
- Système universitaire de documentation: 197525938
- Virtual International Authority File: 229921019
- WorldCat: E39PBJf8wFww6MCFDwKMdgwBfq